# Aeroportul Lonesome Pine
Aeroportul Lonesome Pine (IATA: LNP, ICAO: KLNP, FAA LID: LNP) este un aeroport din Virginia, Statele Unite ale Americii.
Situat la o altitudine de 818 m, aeroportul dispune de 1 pistă.

## Infrastructură

### Piste
Aeroportul dispune de o singură pistă. Pista 6/24 are suprafața de asfalt și dimensiunile 5.280 picioare × 100 picioare. 